# Transporte Alicante Metropolitano
El Transporte Metropolitano de Alicante (TAM) es el sistema transporte metropolitano que presta servicio en el área metropolitana de la ciudad de Alicante desde 1999. Este sistema integra el autobús y el tranvía en los términos municipales de Alicante, San Vicente del Raspeig, San Juan de Alicante, Muchamiel, Campelloy alrededores. Formado por cinco líneas del TRAM Metropolitano de Alicante, 28 líneas de autobús urbano y 24 líneas de autobús metropolitano
Este sistema está financiado por el Ayuntamiento de Alicante y la Generalidad Valenciana. La explotación es mixta: los autobuses son explotados por la empresa privada Subús, del Grupo Vectalia; mientras que FGV explota los tranvías.

## Líneas de Metro Ligero (TRAM)
| Línea   | Recorrido | Frecuencia | Operador |
| ------- | --- | ---------- | -------- |
| Línea 1 | LUCEROS - CAMPELLO Continúa hasta Benidorm, pero fuera del sistema TAM                                                | 30 min     | FGV      |
| Línea 2 | LUCEROS - HOSPITAL - UNIVERSIDAD - SAN VICENTE DEL RASPEIG Términos Municipales de Alicante y San Vicente del Raspeig | 15 min     | FGV      |
| Línea 3 | LUCEROS - ALBUFERETA - MUCHAVISTA - CAMPELLO Términos Municipales de Alicante y el Campello                           | 30 min     | FGV      |
| Línea 4 | LUCEROS - ALBUFERETA - CABO DE LA HUERTA - PLAYA DE SAN JUAN Término Municipal de Alicante                            | 30 min     | FGV      |
| Línea 5 | PUERTA DEL MAR - ALBUFERETA - CABO DE LA HUERTA - PLAYA DE SAN JUAN Término Municipal de Alicante                     | 30 min     | FGV      |

## Líneas de autobús

#### Urbanos de Alicante
Son operados por la empresa Vectalia MIA (Movilidad Inteligente de Alicante) y gestionados por el Ayuntamiento de Alicante. 
| Línea | Cabeceras                                                               | Cabeceras                                                               |
| ----- | ----------------------------------------------------------------------- | ----------------------------------------------------------------------- |
| 01    | San Gabriel                                                             | Ciudad Elegida                                                          |
| 02    | La Florida                                                              | Sagrada Familia                                                         |
| 03    | Ciudad de Asís                                                          | Colonia Requena                                                         |
| 03N   | Puerta del Mar                                                          | La Luna (En Invierno) Urbanova (En Verano)                              |
| 04    | Cementerio La Luna                                                      | Tómbola                                                                 |
| 05    | Rambla Puerta del Mar (En Verano)                                       | San Agustín                                                             |
| 06    | Estación de Autobuses                                                   | Juan XXIII                                                              |
| 07    | Estación - Óscar Esplá                                                  | El Rebolledo                                                            |
| 07P   | Estación - Óscar Esplá                                                  | El Rebolledo                                                            |
| 08    | Rambla                                                                  | Virgen del Remedio                                                      |
| 09    | Estación - Óscar Esplá                                                  | Avenida de las Naciones Playa de San Juan                               |
| 10    | Rambla                                                                  | C.C. Vistahermosa                                                       |
| 11    | Virgen del Remedio                                                      | Denia - Jesuitas                                                        |
| 11H   | Colonia Requena                                                         | Hospital de San Juan                                                    |
| 12    | Puerta del Mar                                                          | Plaza Juan Pablo II                                                     |
| 13    | Rambla                                                                  | Villafranqueza                                                          |
| 13N   | Rambla                                                                  | Villafranqueza                                                          |
| 14    | Gran Vía Sur                                                            | Denia - Jesuitas                                                        |
| 16    | Plaza de España                                                         | Mercadillo de Teulada                                                   |
| 17    | Plaza Castalla                                                          | Mercadillo de Teulada                                                   |
| 22    | Estación - Óscar Esplá                                                  | PAU 5 - Constitución Playa de San Juan                                  |
| 22N   | Puerta del Mar                                                          | PAU 5 - Constitución Playa de San Juan                                  |
| 27    | Luceros                                                                 | Urbanova                                                                |
| 28    | Circular Cabo Huertas                                                   | Hospital de San Juan                                                    |
| 39    | Explanada                                                               | Centro de Tecnificación                                                 |
| 191   | Carolinas MARQ - Gómez Ulla                                             | Estadio José Rico Pérez                                                 |
| 192   | Florida Ciudad de Asís                                                  | Estadio José Rico Pérez                                                 |
| CSB   | Lanzadera Castillo Santa Bárbara Puerta del Mar - Castillo Sta. Bárbara | Lanzadera Castillo Santa Bárbara Puerta del Mar - Castillo Sta. Bárbara |
| TURI  | Autobús turístico Línea Circular desde Puerta del Mar                   | Autobús turístico Línea Circular desde Puerta del Mar                   |

Las líneas nocturnas 03N, 13N y 22N únicamente circulan los viernes, sábados y vísperas de festivos.

#### Interurbanos
Los autobuses interurbanos son operados por Vectalia ygestionados por la Generalitat Valenciana o los respectivos ayuntamientos, en caso de sus propias líneas urbanas. Estas líneas están integradas en el conjunto del TAM.
| Línea | Cabeceras                    | Cabeceras                                                           |
| ----- | ---------------------------- | ------------------------------------------------------------------- |
| 21    | Estación - Óscar Esplá       | El Campello                                                         |
| 21N   | Puerta del Mar               | El Campello                                                         |
| 23    | Estación - Óscar Esplá       | Muchamiel                                                           |
| 23N   | Puerta del Mar               | Muchamiel                                                           |
| 24    | Estación de Autobuses        | San Vicente del Raspeig                                             |
| 24N   | Puerta del Mar               | San Vicente del Raspeig                                             |
| 30    | San Vicente del Raspeig      | La Alcoraya                                                         |
| 31    | Muchamiel                    | Playa de San Juan                                                   |
| 35    | Hospital de San Juan         | Tángel                                                              |
| 36    | San Gabriel                  | Universidad de Alicante                                             |
| 38    | Albufereta                   | Universidad de Alicante (Invierno) Hospital de San Vicente (Verano) |
| 40    | Agost                        | Alicante San Vicente del Raspeig                                    |
| 41    | El Campello                  | Aigües de Busot                                                     |
| 45    | Hospita de San Vicente       | Urb. Girasoles                                                      |
| 46    | Hospital de San Vicente      | Pozo de San Antonio                                                 |
| 136   | Muchamiel                    | Cementerio de Muchamiel                                             |
| C-2   | Barrio Bonny                 | Venta Lanuza                                                        |
| C-6   | Puerta del Mar               | Aeropuerto de Alicante-Elche                                        |
| C-51  | Muchamiel                    | Busot                                                               |
| C-52  | Busot                        | El Campello                                                         |
| C-53  | Hospital de San Juan         | Poble Espanyol                                                      |
| M-1   | Muchamiel                    | Valle del Sol                                                       |
| M-2   | Muchamiel                    | Urb. Girasoles                                                      |
| U-1   | Transporte Público de Jijona | Transporte Público de Jijona                                        |